# ديفيد غيلب
ديفيد غيلب (بالإنجليزية: David Gelb)‏ هو مونتير ومخرج أمريكي، ولد في 16 أكتوبر 1983 في نيويورك في الولايات المتحدة.

## وصلات خارجية
- ديفيد غيلب على موقع IMDb (الإنجليزية)
- ديفيد غيلب على موقع ألو سيني (الفرنسية)
- ديفيد غيلب على موقع أول موفي (الإنجليزية)
- ديفيد غيلب على موقع بوكس أوفيس موجو (الإنجليزية)
- ديفيد غيلب على موقع قاعدة بيانات الأفلام السويدية (السويدية)
- ديفيد غيلب على موقع قاعدة بيانات الفيلم (الإنجليزية)
- ديفيد غيلب على موقع كينوبويسك (الروسية)